# Josephine Ortleb
Josephine Ortleb (ur. 25 listopada 1986 w Saarbrücken) – niemiecka polityk, działaczka Socjaldemokratycznej Partii Niemiec (SPD), deputowana do Bundestagu i od 2025 jego wiceprzewodnicząca.

## Życiorys
Ukończyła szkołę średnią w Saarbrücken, gdzie w 2007 roku zdała maturę. Studiowała nauki społeczne w Kolonii oraz zarządzanie polityczne w Bremie. Posiada także kwalifikacje zawodowe w branży gastronomicznej i hotelarskiej.
Pracowała w rodzinnym biznesie gastronomicznym, gdzie od 2010 roku pełniła funkcje kierownicze. W latach 2015–2017 była szefową biura poselskiego deputowanej SPD. Od 2008 roku członkini SPD. Pełniła funkcje kierownicze w organizacjach partyjnych, m.in. w młodzieżówce i strukturach kobiecych. W 2019 została przewodniczącą SPD w kraju związkowym Saara. W latach 2014–2018 była radną Saarbrücken, gdzie pracowała w komisjach ds. kultury i gospodarki.
W 2017 uzyskała mandat posłanki do Bundestagu, a w 2020 została parlamentarną sekretarz frakcji SPD. Ponownie wybrana w latach 2021 i 2025.
25 marca 2025 wybrana na wiceprzewodniczącą Bundestagu.